# Nudo de enganche Buntline

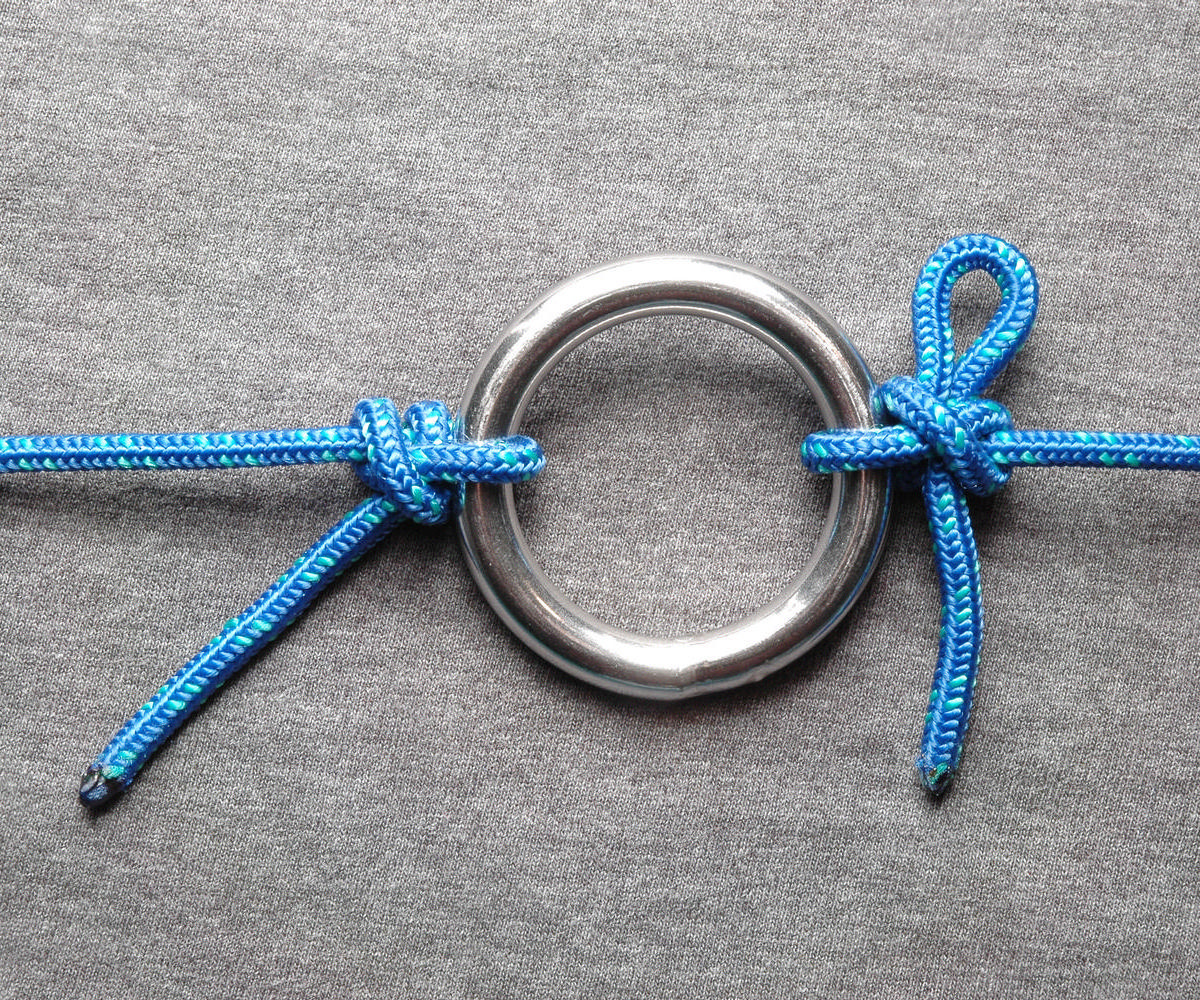
Nudo de enganche Buntline (izq) y Nudo de enganche deslizado Buntline (der).

El nudo de enganche buntline es un nudo que se utiliza para sujetar una cuerda a un objeto. Se forma pasando el extremo de trabajo alrededor de un objeto, luego haciendo un ballestrinque alrededor de la parte firme de la cuerda y teniendo cuidado de que las vueltas del ballestrinque progresen hacia el objeto en lugar de alejarse de él. Seguro y fácil de atar, el enganche de cuerda se atascará cuando se someta a cargas extremas. Dada la propensión del nudo a atascarse, a menudo se hace en forma deslizada.

El nudo de enganche buntline, cuando se dobla a una yarda, hace un nudo más seguro que dos medios enganches, pero es más propenso a atascarse. Se diferencia de dos medios enganches en que el segundo medio enganche está dentro en lugar de fuera del primero.
The Ashley Book of Knots

## Historia

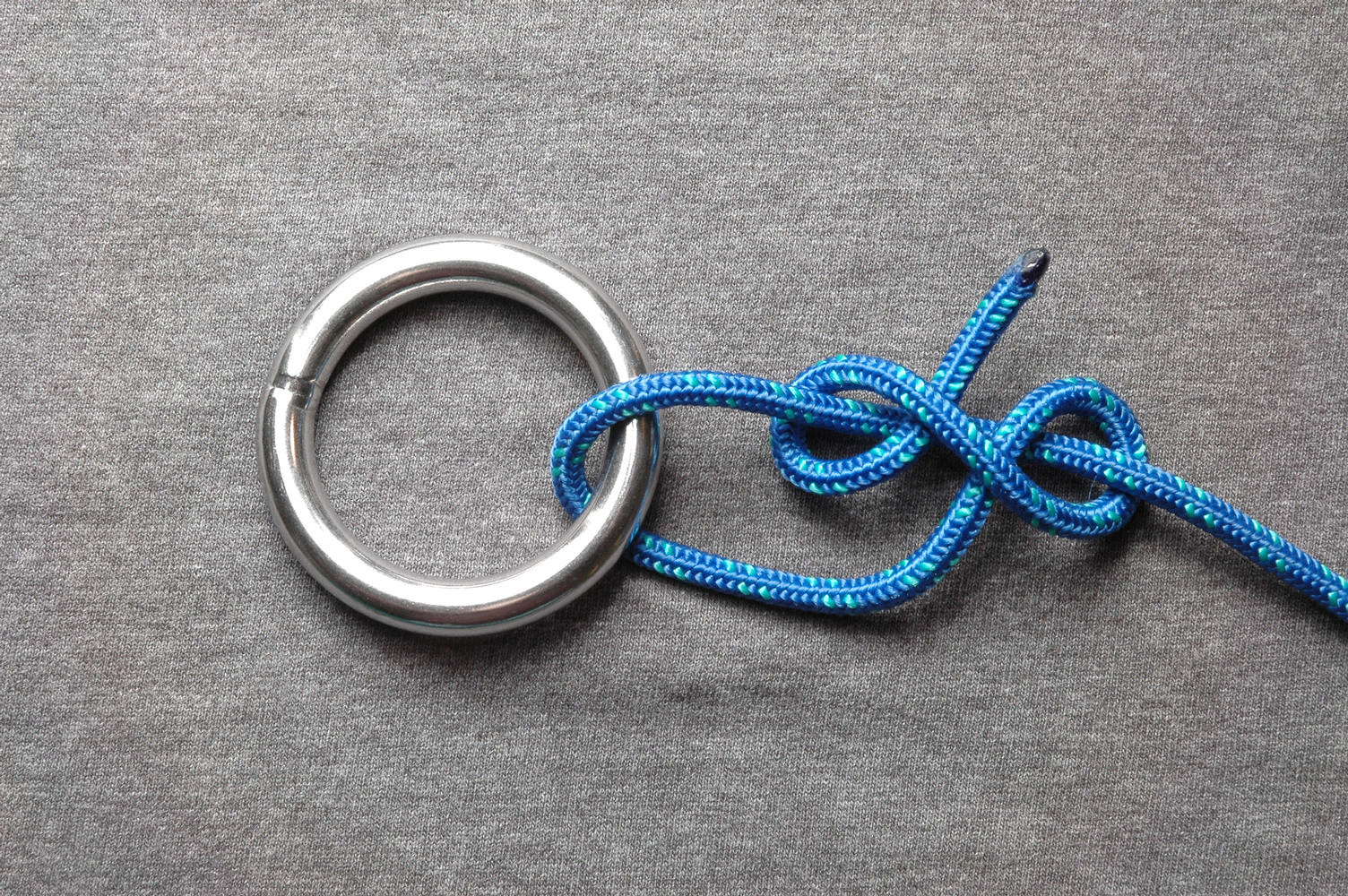
Enganche de cuerda desapretado.

Sencillo y eficaz, el enganche de cabo de amarre se remonta a la era de la navegación a vela, cuando se utilizaba para asegurar cabos de amarre al pie de las velas en los barcos de vela cuadra. El hecho de que el nudo de buntline fuera el nudo preferido habla de su seguridad y confiabilidad. Una vez fijado, los tirones y listones repetidos tienden a apretarlo más en lugar de aflojarlo. Su tamaño compacto permitió que el pie de la vela se acercara lo más posible a las vigotas de la parte superior de la verga.
Ha ganado popularidad en los últimos años debido a su desempeño en líneas sintéticas modernas y resbaladizas.

## Uso

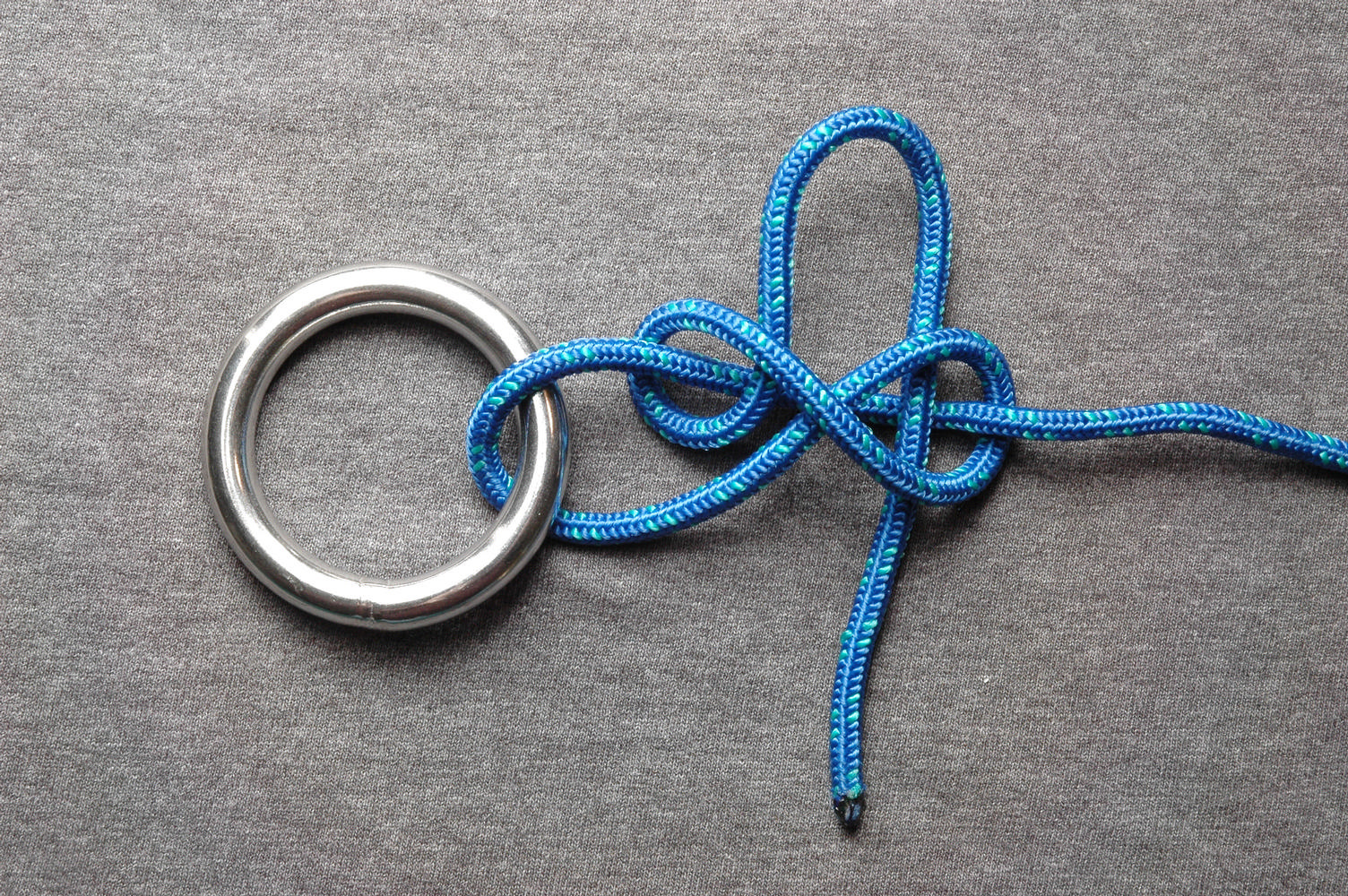
Enganche de cuerda deslizado desapretado

El enganche de línea es útil para sujetar líneas a anillos, ojales, postes, varillas y barandillas donde se requiere un nudo compacto y seguro. La forma antideslizante es apropiada para cargas moderadas o cuando no es necesario desatar el nudo con frecuencia. Si está muy cargado, puede ser difícil o imposible desatarlo sin la ayuda de un marlinspike.
La forma deslizada es más versátil y conveniente cuando se necesita un enganche temporal seguro. Por ejemplo, el enganche de línea deslizada es una excelente opción para sujetar una línea a un lado del portaequipajes de un vehículo, mientras que el enganche de camionero se usa en el otro lado para tensar la línea sobre una carga colocada entre ellos.
El nudo de línea es el mismo nudo que el nudo de cuatro en mano que se usa para las corbatas. Cuando está hecho de material plano de la manera que se usa para sujetar una corbata, el extremo de trabajo se coloca más paralelo a la parte vertical durante el apriete que lo que generalmente se ve cuando se hace en cordaje cilíndrico para fines de soporte de carga.

## Atadura
El ballestrinque es simplemente un ballestrinque atado alrededor de la parte vertical, con las vueltas del ballestrinque avanzando hacia el objeto.

### Variación deslizada
La variación deslizada se realiza pasando un seno en el último escalón en lugar del final. El nudo se puede soltar tirando del extremo libre de la cuerda.

## Seguridad
Si bien el nudo de cuerda se considera un nudo seguro, las vueltas del nudo de ballesta deben avanzar hacia el objeto; de lo contrario, se producirán dos medios nudos, mucho menos seguros.
Aunque generalmente no es necesario, primero se puede hacer un giro redondo alrededor del objeto, lo que hace que el enganche del hilo sea aún menos propenso a deslizarse.
Un enganche de línea también se puede atar con media vuelta adicional por seguridad: véase enganche de punto alto.